# Pektu-san
Pektu-san (kor. 백두산, Paektu-san; chiń. upr. 长白山; chiń. trad. 長白山; pinyin Chángbái Shān lub chiń. upr. 白头山; chiń. trad. 白頭山; pinyin Báitóu Shān) – szczyt wulkaniczny w pasmie Gór Wschodniomandżurskich na granicy Chin i Korei Północnej, będący najwyższym szczytem Gór Wschodniomandżurskich i najwyższym punktem Korei Północnej. Jest to także najwyższe wzniesienie Półwyspu Koreańskiego oraz Mandżurii.
Ostatnia odnotowana erupcja miała miejsce w 1903 roku. W kalderze znajduje się Jezioro Niebiańskie (kor. 천지, Ch'ŏnji; chiń. 天池; pinyin Tiānchí).

## Erupcja Milenijna

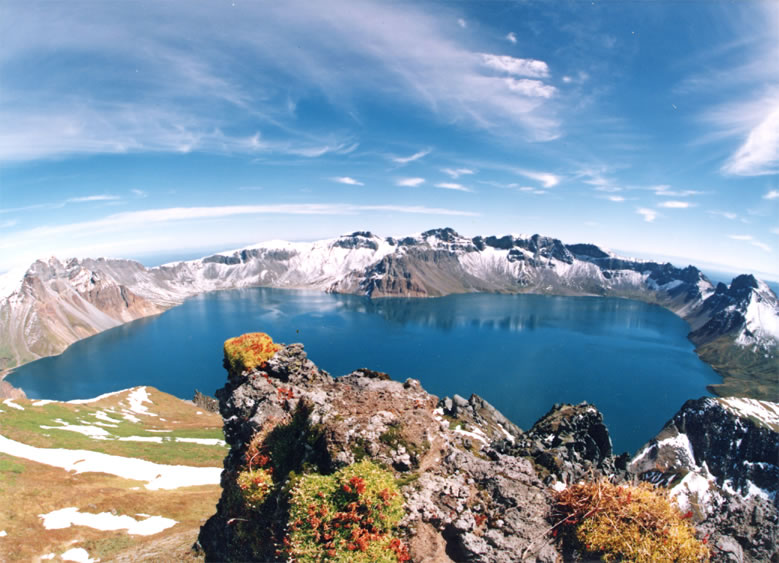
Jezioro Niebiańskie

Największa erupcja Pektu-san, tzw. milenijna, miała miejsce w 946 roku, będąc jedną z największych w historii. Według ocen wulkanologów, w wyniku eksplozji do atmosfery zostało uwolnione około 45 megaton siarki. Mimo że wybuch był znacznie większy niż te powodujące globalne zmiany, jak erupcja wulkanu Tambora, który był przyczyną roku bez lata, skutki erupcji Pektu-san były odczuwane jedynie na terenie Półwyspu Koreańskiego i Mandżurii.

## W kulturze i propagandzie

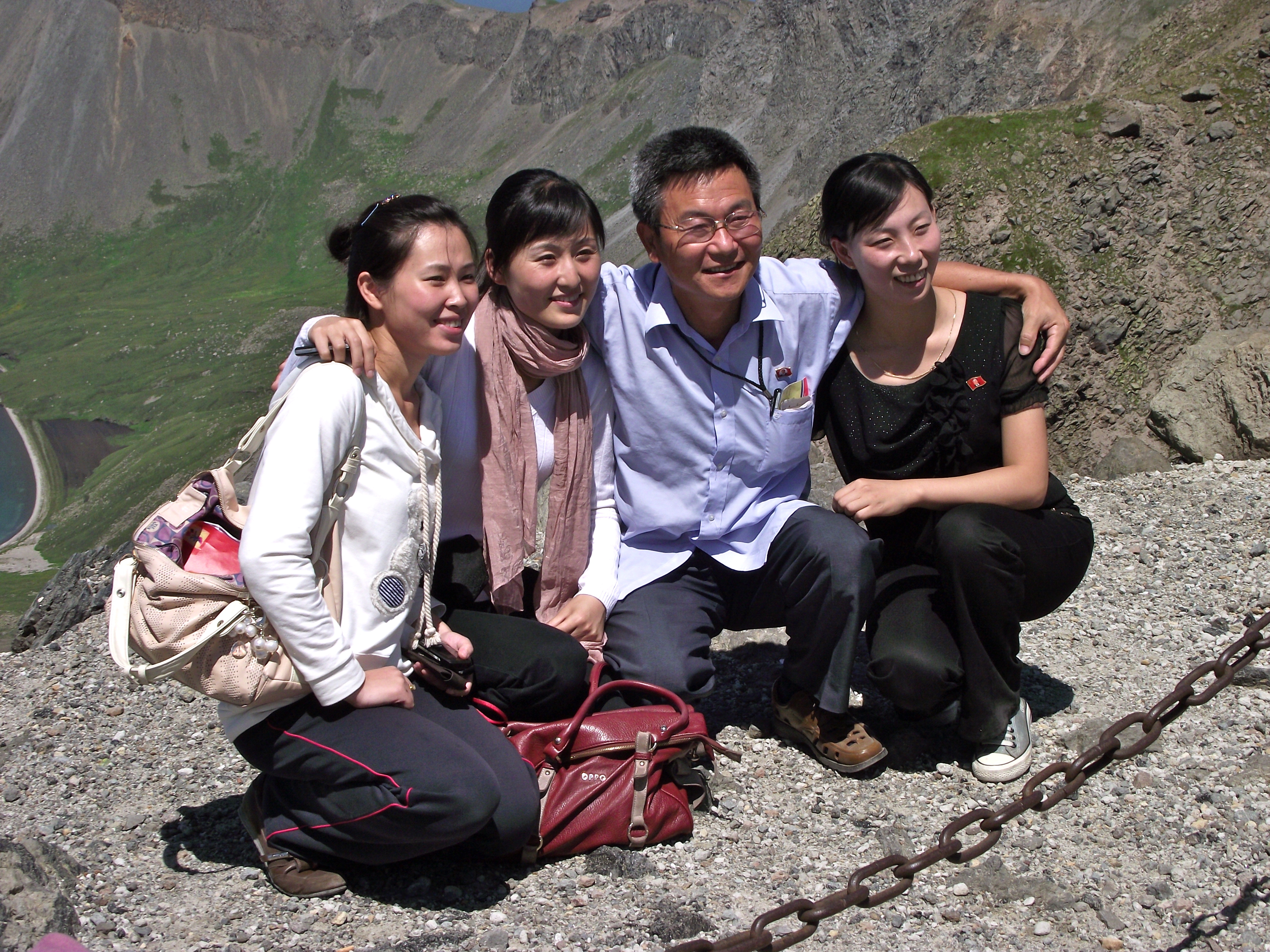
Koreańczycy na szczycie Pektu-san

W koreańskiej kulturze góra Pektu jest nieraz nazywana świętą górą i symbolem ducha narodu (podobnie jak Fudżi dla Japończyków), ze względu na jej obecność w wielu mitach i legendach o powstaniu świata i cywilizacji koreańskiej.
Według oficjalnych północnokoreańskich biografii, w pobliżu góry Pektu-san w obozie partyzanckim miał się urodzić 16 lutego 1942 Kim Dzong Il, były przywódca Korei Północnej. Według zachodnich autorów przyszedł on na świat we wsi Wiatskoje k. Chabarowska w ZSRR, niemniej to właśnie góra Pektu jest częstym północnokoreańskim motywem propagandowym.
Do góry Pektu odnoszą się zarówno Hymn Korei Północnej, jak i Hymn Korei Południowej.
Ponadto nazwę Baekdu w 2019 roku otrzymała gwiazda 8 Ursae Minoris w gwiazdozbiorze Małej Niedźwiedzicy.